# Pelee (Ontario)
Pelee (offiziell Township of Pelee) ist eine Gemeinde (Township) im Süden der kanadischen Provinz Ontario, im Essex County auf Pelee Island. Die Gemeinde hat den Status einer Single Tier (einstufigen Gemeinde) und ist damit Verwaltungstechnisch relativ eigenständig.

## Lage
Die Insel und damit die Gemeinde liegt im Eriesee, etwa 25 Kilometer Luftlinie südlich des kanadischen Ufers und ist der südlichste Punkt der Provinz. Das Ufer östlich, südlich und westlich der Insel gehört zu den Vereinigten Staaten. Geographisch gehört die südwestlich gelegene Insel Middle Island sowie weitere kleine Inseln ebenfalls noch zur Gemeinde. Auf einer dieser Insel, East Sister Island, liegt der East Sister Island Provincial Park, einer der Provincial Parks in Ontario.
|                    | Kingsville, Leamington                      |                    |
| Vereinigte Staaten | Kompassrose, die auf Nachbargemeinden zeigt | Vereinigte Staaten |
|                    | Vereinigte Staaten                          |                    |

## Demografie
Der Zensus im Jahr 2021 ergab für Pelee eine Bevölkerung von 230 Einwohnern, nachdem der Zensus im Jahr 2016 für die Gemeinde noch eine Bevölkerung von 235 Einwohnern ergeben hatte. Die Bevölkerung hat damit im Vergleich zum letzten Zensus im Jahr 2016 entgegen dem Trend in der Provinz um 2,1 % abgenommen, während der Provinzdurchschnitt bei einer Bevölkerungszunahme von 5,8 % lag. Seit Ende der 1990er Jahre liegt die Bevölkerung der Gemeinde zwischen 200 und 300 Einwohnern, ausgenommen dem Zensus 2011 der eine Bevölkerung von 171 Einwohnern ergab.
Im Rahmen des „Census 2021“ wurde für die Gemeinde ein Medianalter von 60,4 Jahren ermittelt. Das Medianalter der Provinz lag 2016 bei nur 41,6 Jahren. Das örtliche Durchschnittsalter lag bei 54,8 Jahren, bzw. bei 41,8 Jahren in der Provinz. Beim „Census 2016“ wurde für die Gemeinde noch ein Medianalter von 53,1 Jahren ermittelt und für die Provinz von 41,3 Jahren.

## Verkehr
Verkehrstechnisch wird die Gemeinde durch Fähranbindungen und Luftverkehr erschlossen. Von Westdock verkehren Fähren ins kanadische Kingsville sowie Leamington und in das US-amerikanische Sandusky. Da im Winter das südliche Ende des Sees regelmäßig von Eis bedeckt ist, verkehren die Fähren zwischen Dezember und März grundsätzlich nicht.
Auf der Westseite der Insel befindet sich auch der lokale „Pelee Island Airport“ (IATA-Code: –, ICAO-Code: CYPT, Transport Canada Identifier: –). Der Flugplatz hat zwei Start- und Landebahnen, wobei die längere und asphaltierte Start- und Landebahn eine Länge von 1007 Metern hat.